# Frontière entre le Burkina Faso et le Togo
La frontière terrestre entre le Burkina Faso et le Togo est une frontière terrestre internationale continue longue de 126 kilomètres, qui sépare le territoire du Burkina Faso et celui du Togo, en Afrique de l'Ouest. 